# Pic de la Socarrada (els Angles)
El Pic de la Socarrada és una muntanya de 2.125,8 m d'altitud dels contraforts orientals del massís del Carlit, dins del terme comunal dels Angles, a la comarca del Capcir, de la Catalunya del Nord.
Està situat a la zona central - occidental del terme dels Angles. Des d'aquest cim, i dels veïns del Mont Llaret i del Roc d'Aude, situats al seu nord i nord-oest, respectivament, davallen cap al nord-est les pistes de l'estació d'esquí dels Angles.